# Ptolemaios Philadelphos
Ptolemaios Philadelphos (altgriechisch Πτολεμαῖος Φιλάδελφος Ptolemaíos Philádelphos; * 36 v. Chr., † nach 30 v. Chr.) war der jüngste Sohn der ägyptischen Königin Kleopatra VII. und ihres Geliebten, des römischen Feldherrn und Triumvirn Marcus Antonius.

## Leben
Nachdem aus dem Liebesverhältnis zwischen Kleopatra und Antonius schon 40 v. Chr. die Zwillingsgeschwister Kleopatra Selene und Alexander Helios hervorgegangen waren, folgte 36 v. Chr. als drittes Kind Ptolemaios Philadelphos, den Antonius wie seine beiden anderen Kinder mit Kleopatra im gleichen Jahr als seinen Sohn anerkannte. Durch die Unterstützung des Triumvirn hatte die Königin die Hoffnung, ihr Reich in alter Größe ihrer Vorfahren wiedererstehen zu lassen. So sollte der Beiname Philadelphos ihres jüngsten Sohnes wohl die Blütezeit des Ptolemäerreiches unter Ptolemaios II. Philadelphos in Erinnerung rufen.
34 v. Chr. gestand Antonius in einer feierlichen Zeremonie im Gymnasion von Alexandria dem Ptolemäerreich große territoriale Erweiterungen zu („Schenkungen von Alexandria“). Bei dieser Veranstaltung saß Ptolemaios Philadelphos mit seinen Geschwistern auf einem Thron etwas unterhalb seiner Eltern. Er trug königliche makedonische Tracht mit Diadem, Purpurmantel sowie Stiefeln und war von makedonisch gekleideten Leibwächtern umgeben. Alle Kinder des Triumvirn und der ägyptischen Königin wurden nun zu Herrschern über große Länder ernannt. So erhielt der erst zweijährige Ptolemaios Philadelphos Phönizien, Kilikien und Syrien westlich des Euphrat zugesprochen. Wegen der Minderjährigkeit aller Geschwister blieb der Status quo der Verwaltung des Orients erhalten.
Nach dem Sieg Octavians über Kleopatra und Antonius und deren doppelten Selbstmord verschonte der künftige römische Kaiser die kleinen Kinder des Paares, während ihre älteren Halbbrüder Caesarion und Antyllus hingerichtet wurden. Er führte aber in seinem Triumphzug in Rom 29 v. Chr. zumindest Kleopatra Selene und Alexander Helios mit, während der kaiserzeitliche Historiker Cassius Dio die Teilnahme des Ptolemaios Philadelphos nicht erwähnt. Alle drei Geschwister wurden sodann von Octavians Schwester Octavia zusammen mit ihren eigenen Kindern von Antonius aufgezogen. Das weitere Schicksal der beiden Brüder Alexander Helios und Ptolemaios Philadelphos ist unbekannt.